# Фортуна (фильм, 2000)
«Фортуна» — российский художественный фильм-трагикомедия Георгия Данелии. Последний его игровой фильм как режиссёра (после «Фортуны» он создал ещё мультфильм «Ку! Кин-дза-дза», своеобразный ремейк своего культового фильма 1986 года).
Съёмки «Фортуны» проходили в 1999 году на Волге. По словам режиссёра, за десятилетия, отделившие его от предыдущего путешествия по этой реке, многое поменялось: «Не было бесконечных танкеров и барж. Не было весёлых людных деревень. В затонах гнили проржавевшие остовы».
Киновед Дмитрий Савельев при анализе темы вечного бегства персонажей Данелии увидел в герое «Фортуны» — провинциальном капитане баржи Фоме Каландадзе — поседевшего Валико Мизандари («Мимино»), который «успел убраться из враждебного времени-пространства».

## Сюжет
Фома Арчилович — капитан и владелец старенького теплохода «Фортуна» — живёт, перебиваясь случайными заработками. Появляется клиент — Вадим, и они отправляются в путь по Волге. По дороге Вадим должен жениться на девушке Маше. Правда, венчание на её родине не удаётся — постоянно вмешиваются обстоятельства. А на судне молодым становится ну очень уж невтерпёж, и капитан объявляет их мужем и женой…
Легкомысленная и непосредственная Маша постоянно втравливает компанию в анекдотические ситуации (например, покупает козу, которую собирается держать в Твери на балконе).
Рассудительный, холодный и педантичный Вадим конфликтует с невестой. Капитаном, который, оказывается, находился во всесоюзном розыске и имеет страсть к азартным играм, по сотовому телефону, путём шантажа, начинает руководить некто с берега и заставляет взять на борт незапланированного пассажира — какого-то мафиозо…

## В ролях
| Актёр             | Роль                                              |
| ----------------- | ------------------------------------------------- |
| Вахтанг Кикабидзе | Фома Арчилович Каландадзе (Беридзе) (капитан)     |
| Алексей Петренко  | Василий Петрович (механик)                        |
| Алексей Кравченко | Вадим Сорокин (жених)                             |
| Василий Соколов   | Толик Мальков (приёмный сын капитана)             |
| Дарья Мороз       | Маша Сорокина (невеста)                           |
| Владимир Ильин    | Гарик-Филя («Солист») (мафиозо)                   |
| Юрий Рост         | Борис Васильевич Митюков (кандидат в губернаторы) |
| Александр Мохов   | Леонид Брагин                                     |
| Ольга Волкова     | Зоя Николаевна (продавщица)                       |
| Сергей Баталов    | милиционер                                        |
| Георгий Данелия   | вор в законе                                      |
| Марина Левтова    | монашка (нет в титрах)                            |
| Рене Хобуа        |                                                   |

## Съёмочная группа
- Авторы сценария: Георгий Данелия, Алексей Тимм
- Режиссёр-постановщик: Георгий Данелия
- Оператор-постановщик: Геннадий Карюк
- Художник-постановщик: Владимир Аронин
- Композиторы: Гия Канчели, Игорь Назарук

## Награды и номинации
- 2000 — Открытый российский кинофестиваль «Кинотавр»[5]:
  - Приз президентского совета — фильму «Фортуна»,
  - Специальное упоминание Большого жюри «Надежда Кинотавра» — Дарья Мороз.
- 2000 — Фестиваль детского кино в «Артеке» — приз за лучшую мужскую роль — Вахтангу Кикабидзе[6].